# Памятник Ленину (Каменоломни)
Памятник Ленину в центре посёлка Каменоломни — памятник российскому и советскому политическому деятелю, революционеру, одному из организаторов и руководителей Октябрьской революции 1917 года Владимиру Ильичу Ленину.

## История и описание
Был установлен в 1967 году к пятидесятилетию Великой Октябрьской Социалистической Революции на площади, расположенной на улице имени Надежды Константиновны Крупской.Скульптура памятника установлена на постаменте. На монументе установлена фигура Ленина в полный рост, повёрнутая к улице.
В 2016 году полуторатонный памятник из окрашенной бронзы на месяц отправлялся на реставрацию в цех станицы Староминской. После того, как с памятника смыли краску, отчистили и отреставрировали, его вернули на место, но уже бронзовый, а не крашеный. Территорию вокруг оштукатурили, залили бетоном и облицевали гранитом.
Памятник с 1977 года относится к объектам культурного наследия регионального значения Ростовской области, единственный памятник имеющий такой статус на территории Октябрьского района.

## Примечание
1. ↑  ЭКСКУРСИОННЫЙ МАРШРУТ «КАМЕНОЛОМНИ – ЖЕМЧУЖИНА ДОНСКОГО КРАЯ!» — Отдел культуры, физической культуры, спорта и туризма. www.cultura-octob.ru. Дата обращения: 27 декабря 2019. Архивировано 27 декабря 2019 года.
2. ↑  В п. Каменоломни демонтировали памятник Ленину (ФОТО, ВИДЕО). kvu.su. Дата обращения: 27 декабря 2019. Архивировано 27 декабря 2019 года.
3. ↑  Объекты культурного наследия на территории Октябрьского района. www.donland.ru. Дата обращения: 27 декабря 2019. Архивировано 27 декабря 2019 года.
4. ↑  Решение исполнительного комитета Ростовского областного совета депутатов трудящихся № 296 от 27.04.77 г.
5. ↑  Решение Малого совета Ростовского областного совета народных депутатов № 301 от 18.11.1992
6. ↑  Объекты культурного наследия на территории Октябрьского района Архивная копия от 27 декабря 2019 на Wayback Machine // Официальный сайт Правительства Ростовской области
7. ↑  Памятники регионального значения, находящиеся на учёте в Администрации Ростовской области на 1 января 2009 г. Архивная копия от 26 сентября 2010 на Wayback Machine // Сайт РОО ВООПИК